# Tamir Airways
Tamir Airways – prywatna izraelska linia lotnicza (kod linii ICAO: TMI), oferująca krajowe połączenia pasażerskie oraz czarterowe w Izraelu. Głównym portem lotniczym jest międzynarodowe lotnisko imienia Ben Guriona w Tel Awiwie.

## Porty docelowe
Samoloty Tamir Airways docierają do następujących miast:
- Izrael
  - Ejlat (port lotniczy Ejlat)
  - Rosz Pina (port lotniczy Rosz Pina)
  - Tel Awiw (Port lotniczy Ben Guriona, Tel Awiw-Sede Dow)

## Obecny skład floty
Tamir Airways obecnie posiadają: